# Falcimala
Falcimala (лат.) — род чешуекрылых из подсемейства Hypeninae, описанный английским энтомологом Джорджем Хампсоном в 1895 году.

## Описание
Щупики серповидные. Голени голые. Передние крылья длинные и узкие. Размах крыльев около 20 мм. На первом тергите брюшка имеется пучок волосков.

## Систематика
В составе рода:
- Falcimala acosmopis Turner 1902
- Falcimala angulifalcis Rothschild 1916
- Falcimala atrata Butler 1889
- Falcimala diacia Swinhoe, 1905
- Falcimala lativitta Moore 1882
- Falcimala morapanoides Rothschild 1916
- Falcimala ochrealis Hampson, 1896
- Falcimala sassana Strand, 1918

## Распространение
Представители рода встречаются Индии, Бутане, Демократической республике Конго, Новой Гвинее, Австралии.